# Renzo Fossati
Renzo Fossati (Genova, 28 dicembre 1931 – Genova, 31 ottobre 2016) è stato un imprenditore e dirigente sportivo italiano, amministratore unico del Genoa dal 1967 al 1970 e presidente del Genoa dal 1974 al 1985.

## Biografia
Muratore originario del quartiere genovese di Quezzi, costruì il suo piccolo impero nell'edilizia. Nel 1967, a soli 36 anni, divenne amministratore unico della squadra di calcio del Genoa, carica che mantenne fino al 1970 con la retrocessione in Serie C.
Nel 1975 tornò alla testa del Genoa, stavolta come presidente, guidandolo per i successivi dieci anni fino al 1985: un periodo in cui il club rossoblù fece la spola tra la bassa classifica di Serie A e la Serie B, retrocedendo nei cadetti in due occasioni, nel 1978 e nel 1984.
Il 21 luglio 2013 è stato condannato dalla Corte d'Appello a sette anni di reclusione per bancarotta fraudolenta per distrazione documentale.
Muore a Genova nella notte tra il 30 e il 31 ottobre 2016, all'età di 86 anni.